# Symplocos itatiaiae
Symplocos itatiaiae är en tvåhjärtbladig växtart som beskrevs av Heinrich Wawra. Symplocos itatiaiae ingår i släktet Symplocos och familjen Symplocaceae. Inga underarter finns listade i Catalogue of Life.